# Rogue Wave (groupe)
Pour les articles homonymes, voir Rogue Wave.
Rogue Wave est un groupe de rock indépendant originaire d'Oakland aux États-Unis fondé par Zach Schwartz (aussi connu sous le nom de Zach Rogue) en 2002. Emmené par ce dernier, Rogue Wave est un quatuor évoluant dans une mouvance proche de la pop et de la lo-fi dont les réminiscences du Death Cab for Cutie ou de Sebadoh peuvent se faire ressentir. Leur chanson Eyes a notamment fait partie de la série américaine à succès Heroes.
Dans le film Quand arrive l'amour (Love Happens) — on peut les voir brièvement évoluer sur scène.

## Membres
- Zach Rogue - chant, guitare, piano wurlitzer ;
- Patrick Spurgeon - percussions, clavier, samples, chant ;
- Dominic East - guitare, pedal steel guitar, chant (présent depuis 2007) ;
- Cameron Jasper - basse (présent depuis 2009).

## Discographie
- Out of the Shadow (2003 - 2004, réédition)
- Descended Like Vultures (2005)
- Asleep at Heaven's Gate (2007)
- Permalight (2010)
- Nightingale Floors (2013)